# Briefmarken-Jahrgang 1984 der Deutschen Post der DDR
Der Briefmarken-Jahrgang 1984 der Deutschen Post der Deutschen Demokratischen Republik umfasste 48 einzelne Sondermarken, vier Briefmarkenblocks mit jeweils einer Sondermarke und zwei Kleinbogen mit zusammen sieben Sondermarken. Eine dieser Marken wurde auch als Einzelmotiv ausgegeben. Vierzehn Briefmarken wurden zusammenhängend gedruckt; dabei gab es fünf Paare mit innenliegendem Zierfeld.
In diesem Jahr wurden keine Dauermarken ausgegeben. Insgesamt erschienen 72 Motive.
Alle Briefmarken-Ausgaben seit 1964 sowie die 2-Mark-Werte der Dauermarkenserie Präsident Wilhelm Pieck und die bereits seit 1961 erschienene Dauermarkenserie Staatsratsvorsitzender Walter Ulbricht waren ursprünglich unbegrenzt frankaturgültig. Mit der Wiedervereinigung verloren alle Marken nach dem 2. Oktober 1990 ihre Gültigkeit. Dauermarken wurden in diesem Jahrgang nicht ausgegeben.

## Besonderheiten

### 35. Jahrestag der DDR
Allein 12 Motive würdigten die Gründung der DDR vor 35 Jahren, darunter waren drei Briefmarkenblocks.

### Olympische Sommerspiele 1984
Wie in jedem Jahr seit 1956 plante die Deutsche Post der DDR auch in diesem Jahr Ausgaben mit Motiven der Olympischen Spiele.
Durch den Boykott der Spiele durch die Sowjetunion und weiterer achtzehn realsozialistischer Staaten wurden die Marken nicht ausgegeben.
Von vier Motiven ist bekannt, dass sie entworfen und gedruckt waren, diese galten als vernichtet. Im Jahr 1988 wurden auf dem Postamt der Leipziger Messe Briefmarken dieser Serie verkauft.

## Liste der Ausgaben und Motive
Legende
- Bild: Eine bearbeitete Abbildung der genannten Marke. Das Verhältnis der Größe der Briefmarken zueinander ist in diesem Artikel annähernd maßstabsgerecht dargestellt. Sollten keine Marken abgebildet sein, liegt es daran, dass das Urheberrecht des Künstlers noch nicht erloschen ist.
- Beschreibung: Eine Kurzbeschreibung des Motivs und/oder des Ausgabegrundes. Bei ausgegebenen Serien oder Blocks werden die zusammengehörigen Beschreibungen mit einer Markierung versehen eingerückt.
- Wert: Der Frankaturwert der einzelnen Marke in Pfennig. Ein „+“ bedeutet, dass es sich um eine Zuschlagsmarke handelt (= Frankaturwert + Spende).
- Ausgabedatum: Das Datum des erstmaligen Verkaufs dieser Briefmarke.
- Auflage: Soweit bekannt, wird hier die zum Verkauf angebotene Anzahl dieser Ausgabe angegeben.
- Entwurf: Soweit bekannt, wird hier angegeben, von wem der Entwurf dieser Marke stammt.
- Mi.-Nr.: Diese Briefmarke wird im Michel-Katalog unter der entsprechenden Nummer gelistet.

| Sondermarken | |      |                       |            |                        |         |         |
| Bild         | Beschreibung | Wert | Ausgabe- datum (1984) | Gültig bis | Auflage                | Entwurf | Mi.-Nr. |
|              | 100 Jahre Jenaer Glas Otto Schott; oxydische Formel des Borosilikatglases | 20   | 10. Januar            | 8.000.000  | Jochen Bertholdt       | 2848    |         |
|              | Persönlichkeiten der deutschen Arbeiterbewegung (XII) - Friedrich Ebert (1894–1979), Oberbürgermeister von Ost-Berlin                                                                                          | 10   | 24. Januar            | 6.000.000  | Gerhard Stauf          | 2849    |         |
|              | - Fritz Große (1904–1957) | 10   | 24. Januar            | 6.000.000  | Gerhard Stauf          | 2850    |         |
|              | - Albert Norden (1904–1982) | 10   | 24. Januar            | 6.000.000  | Gerhard Stauf          | 2851    |         |
|              | 175. Geburtstag von Felix Mendelssohn Bartholdy Diese Marke wurde als Briefmarkenblock ausgegeben: 175. Geburtstag von Felix Mendelssohn Bartholdy, Komponist                                                  | 85   | 24. Januar            | 2.100.000  | Manfred Gottschall     | 2852    |         |
|              | Postmeilensäulen - Viertelmeilenstein, Mühlau (1725); Halbmeilensäule Oederan (1722) | 10   | 7. Februar            | 16.000.000 | Manfred Gottschall     | 2853    |         |
|              | - Grenzmeilensäule Johanngeorgenstadt (1723) und Schönbrunn (1724) | 20   | 7. Februar            | 8.000.000  | Manfred Gottschall     | 2854    |         |
|              | - Distanzsäule Freiberg (1723) | 35   | 7. Februar            | 5.000.000  | Manfred Gottschall     | 2855    |         |
|              | - Distanzsäule Pegau (1723) | 85   | 7. Februar            | 2.100.000  | Manfred Gottschall     | 2856    |         |
|              | Stadtwappen (II) - Gera | 50   | 21. Februar           | 4.500.000  | Harald Stier           | 2857    |         |
|              | - Halle | 50   | 21. Februar           | 4.500.000  | Harald Stier           | 2858    |         |
|              | - Chemnitz | 50   | 21. Februar           | 4.500.000  | Harald Stier           | 2859    |         |
|              | - Leipzig | 50   | 21. Februar           | 4.500.000  | Harald Stier           | 2860    |         |
|              | - Magdeburg | 50   | 21. Februar           | 2.100.000  | Harald Stier           | 2861    |         |
|              | Leipziger Frühjahrsmesse - Altes Rathaus, Leipzig | 10   | 6. März               | 16.000.000 | Oswin Volkamer         | 2862    |         |
|              | - Automatische Fertigungslinie für Karosserieblechteile | 25   | 6. März               | 4.500.000  | Oswin Volkamer         | 2863    |         |
|              | Schmalspurbahnen in der DDR (IV) Diese Marke wurde mit Mi.Nr. 2867 als Zusammendruck mit einem dazwischenliegenden Zierfeld ausgegeben: Cranzahl–Kurort Oberwiesenthal (Spurweite 750 mm) - Lokomotive 99 1775 | 30   | 20. März              | 3.500.000  | Detlef Glinski         | 2864    |         |
|              | Diese Marke wurde mit Mi.Nr. 2866 als Zusammendruck mit einem dazwischenliegenden Zierfeld ausgegeben: Selketalbahn (Spurweite 1000 mm) - Lokomotive 99 6001                                                   | 40   | 20. März              | 3.500.000  | Detlef Glinski         | 2865    |         |
|              | Diese Marke wurde mit Mi.Nr. 2865 als Zusammendruck mit einem dazwischenliegenden Zierfeld ausgegeben: Selketalbahn (Spurweite 1000 mm) - Personenwagen mit Gepäckabteil                                       | 60   | 20. März              | 3.500.000  | Detlef Glinski         | 2866    |         |
|              | Diese Marke wurde mit Mi.Nr. 2864 als Zusammendruck mit einem dazwischenliegenden Zierfeld ausgegeben: Cranzahl–Kurort Oberwiesenthal (Spurweite 750 mm) - Personenwagen KB4                                   | 80   | 20. März              | 3.500.000  | Detlef Glinski         | 2867    |         |
|              | Flugpostmarken (III) Stilisiertes Flugzeug mit Brief | 3 M  | 10. April             | unbekannt  | Detlef Glinski         | 2868    |         |
|              | Generalversammlung der Internationalen Gesellschaft für Denkmalpflege (ICOMOS), Rostock und Dresden - Rathaus, Rostock                                                                                         | 10   | 24. April             | 16.000.000 | Hilmar Zill            | 2869    |         |
|              | - Albrechtsburg, Meißen | 15   | 24. April             | 4.500.000  | Hilmar Zill            | 2870    |         |
|              | - Steintor, Rostock | 40   | 24. April             | 5.000.000  | Hilmar Zill            | 2871    |         |
|              | - Stallhof, Dresden | 85   | 24. April             | 2.100.000  | Hilmar Zill            | 2872    |         |
|              | 25. Tagung der Ständigen Kommission des Rates für gegenseitigen Wirtschaftshilfe (RGW) für die Zusammenarbeit auf dem Gebiet des Post-Fernmeldewesens, Krakau - RGW-Gebäude, Moskau; Posthorn, Telefon, Brief  | 70   | 8. Mai                | 4.000.000  | Peter Korn             | 2873    |         |
|              | Kunstguss aus Lauchhammer - Durchbrochene Schale (Mitte 19. Jh.) | 20   | 22. Mai               | 8.000.000  | Peter Korn             | 2874    |         |
|              | - „Aufsteigender“, Plastik von Fritz Cremer | 85   | 22. Mai               | 2.100.000  | Peter Korn             | 2875    |         |
|              | Theaterpuppen - Marionettenkasper | 50   | 5. Juni               | 4.500.000  | Ekkehart Haller        | 2876    |         |
|              | - Handpuppenkasper | 80   | 5. Juni               | 2.100.000  | Ekkehart Haller        | 2877    |         |
|              | Nationales Jugendfestival, Berlin Diese und die folgende Marke wurden als Zusammendruck mit einem dazwischenliegenden Zierfeld ausgegeben: - Demonstrationszug                                                 | 10+5 | 5. Juni               | 3.500.000  | Ralf-Jürgen Lehmann    | 2878    |         |
|              | - Jugendliche Bauarbeiter | 20   | 5. Juni               | 3.500.000  | Ralf-Jürgen Lehmann    | 2879    |         |
|              | 20. Arbeiterfestspiele der DDR, Bezirk Gera Diese und die folgende Marke wurden als Zusammendruck mit einem dazwischenliegenden Zierfeld ausgegeben: - Historische und moderne Gebäude im Bezirk Gera          | 10   | 19. Juni              | 3.500.000  | Jochen Bertholdt       | 2880    |         |
|              | - Trachtenpaar, Industriebauten | 20   | 19. Juni              | 3.500.000  | Jochen Bertholdt       | 2881    |         |
|              | Nationale Briefmarkenausstellung, Halle - Salzträger | 10+5 | 3. Juli               | 3.500.000  | Gerhard Voigt          | 2882    |         |
|              | - Hallore mit seiner Braut | 20   | 3. Juli               | 8.000.000  | Gerhard Voigt          | 2883    |         |
|              | Historische Siegel (I) Diese und die folgenden drei Marken wurden als Zusammendruck in Viererblockanordnung ausgegeben: - Siegel der Bäcker von Berlin (1442)                                                  | 5    | 7. August             | 3.500.000  | Ekkehart Haller        | 2884    |         |
|              | - Siegel der Wollweber von Berlin (1442) | 10   | 7. August             | 3.500.000  | Ekkehart Haller        | 2885    |         |
|              | - Siegel der Wollweber von Cölln an der Spree (1442) | 20   | 7. August             | 3.500.000  | Ekkehart Haller        | 2886    |         |
|              | - Siegel der Schuster von Cölln an der Spree (1442) | 35   | 7. August             | 3.500.000  | Ekkehart Haller        | 2887    |         |
|              | 35 Jahre DDR (I) - Neues und renovierte Wohngebäude | 10   | 21. August            | 16.000.000 | Jochen Bertholdt       | 2888    |         |
|              | - Braunkohlenförderbrücke, Integrierter Schaltkreis | 20   | 21. August            | 8.000.000  | Jochen Bertholdt       | 2889    |         |
|              | Diese Marke wurde als Briefmarkenblock ausgegeben: - Staatsratsgebäude, Berlin | 1 M  | 21. August            | 2.100.000  | Jochen Bertholdt       | 2890    |         |
|              | Leipziger Herbstmesse - Fregehaus, Katharinenstrasse, Leipzig | 10   | 28. August            | 16.000.000 | Manfred Gottschall     | 2891    |         |
|              | - Bleikristalldose, Olbernhau | 25   | 28. August            | 4.500.000  | Manfred Gottschall     | 2892    |         |
|              | 35 Jahre DDR (II) - Eisenhüttenkombinat Ost | 10   | 11. September         | 8.100.000  | Detlef Glinski         | 2893    |         |
|              | - Waffenbrüderschaft | 20   | 11. September         | 8.100.000  | Detlef Glinski         | 2894    |         |
|              | - Petrolchemisches Kombinat Schwedt | 25   | 11. September         | 5.100.000  | Detlef Glinski         | 2895    |         |
|              | Diese Marke wurde als Briefmarkenblock ausgegeben: - Wohnungsneubauten, Familie | 1 M  | 11. September         | 2.100.000  | Detlef Glinski         | 2896    |         |
|              | Internationale Mahn- und Gedenkstätten Widerstandskämpfer in der Mahn- und Gedenkstätte im Georg-Schumann-Bau der TU Dresden; Gedenkstätte Münchner Platz Dresden                                              | 35   | 18. September         | 4.000.000  | Hans Detlefsen         | 2897    |         |
|              | 35 Jahre DDR (III) - Bauwesen | 10   | 4. Oktober            | 16.000.000 | Joachim Rieß           | 2898    |         |
|              | - Landesverteidigung | 20   | 4. Oktober            | 8.000.000  | Joachim Rieß           | 2899    |         |
|              | - Industrie | 25   | 4. Oktober            | 5.000.000  | Joachim Rieß           | 2900    |         |
|              | - Landwirtschaft | 35   | 4. Oktober            | 5.000.000  | Joachim Rieß           | 2901    |         |
|              | Diese Marke wurde als Briefmarkenblock ausgegeben: - Friedenstaube, Staatswappen | 1 M  | 4. Oktober            | 2.100.000  | Joachim Rieß           | 2902    |         |
|              | 8. Briefmarkenausstellung der Jugend, Magdeburg Diese und die folgende Marke wurden als Zusammendruck mit einem dazwischenliegenden Zierfeld ausgegeben: - Magdeburg (um 1551)                                 | 10+5 | 4. Oktober            | 3.500.000  | Joachim Rieß           | 2903    |         |
|              | - Historische und neuzeitliche Gebäude in Magdeburg | 20   | 4. Oktober            | 3.500.000  | Joachim Rieß           | 2904    |         |
|              | Grünes Gewölbe Dresden: Kunstwerke - Balthasar Permoser: Der Frühling | 10   | 23. Oktober           | 24.000.000 | Hans Detlefsen         | 2905 I  |         |
|              | Diese Marke wurde im Rastertiefdruck hergestellt: - Der Sommer | 20   | 23. Oktober           | 8.000.000  | Hans Detlefsen         | 2906 I  |         |
|              | Diese Marke wurde im Offsetdruck als Kleinbogen ausgegeben: - Der Sommer | 20   | 23. Oktober           | 16.800.000 | Hans Detlefsen         | 2906 II |         |
|              | - Der Herbst | 35   | 23. Oktober           | 5.000.000  | Hans Detlefsen         | 2907 I  |         |
|              | - Der Winter | 70   | 23. Oktober           | 2.100.000  | Hans Detlefsen         | 2908 I  |         |
|              | Internationale Solidarität Weberknoten, Roter Stern | 10+5 | 23. Oktober           | 3.500.000  | Hans Detlefsen         | 2909    |         |
|              | Burgen (I) - Burg Falkenstein (Kreis Hettstedt) (12. Jh.) | 10   | 6. November           | 24.000.000 | Snechana Russewa-Hoyer | 2910    |         |
|              | - Burg Kriebstein (Kreis Hainichen) (12. Jh.) | 20   | 6. November           | 8.000.000  | Snechana Russewa-Hoyer | 2911    |         |
|              | - Burg Ranis (Kreis Pößneck) (11. Jh.) | 35   | 6. November           | 5.000.000  | Snechana Russewa-Hoyer | 2912    |         |
|              | - Neuenburg (Kreis Nebra) (11. Jh.) | 80   | 6. November           | 2.100.000  | Snechana Russewa-Hoyer | 2913    |         |
|              | Märchen (XIV): Märchen von der toten Zarentochter und den 7 Recken Märchen von Alexander Sergejewitsch Puschkin - Szene aus dem Märchen                                                                        | 5    | 27. November          | 2.100.000  | Werner Klemke          | 2914    |         |
|              | - Szene aus dem Märchen | 10   | 27. November          | 2.100.000  | Werner Klemke          | 2915    |         |
|              | - Szene aus dem Märchen | 15   | 27. November          | 2.100.000  | Werner Klemke          | 2916    |         |
|              | - Szene aus dem Märchen | 20   | 27. November          | 2.100.000  | Werner Klemke          | 2917    |         |
|              | - Szene aus dem Märchen | 35   | 27. November          | 2.100.000  | Werner Klemke          | 2918    |         |
|              | - Szene aus dem Märchen | 50   | 27. November          | 2.100.000  | Werner Klemke          | 2919    |         |

### Kleinbogen und Zusammendrucke

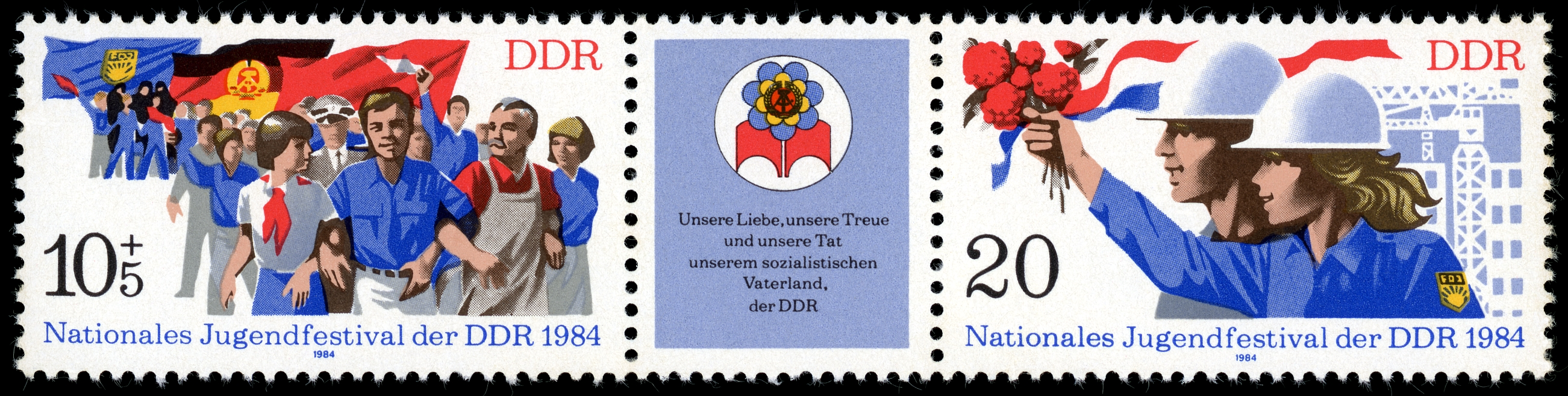
Nationales Jugendfestival, Berlin
8. Briefmarkenausstellung der Jugend, Magdeburg